# Pałac Górków w Poznaniu
Pałac Górków w Poznaniu – obecnie siedziba Muzeum Archeologicznego, powstał w latach 1545–1549 w wyniku przebudowy kilku należących do Andrzeja II Górki gotyckich kamienic.

## Położenie
Zespół zabudowań, zwany tradycyjnie Pałacem Górków, zajmuje południowo-wschodni, narożnikowy blok przyrynkowy Starego Miasta, wyznaczony ulicami: Wodną, Klasztorną, Kozią i Świętosławską. Stan ten wytworzył się jednak znacznie później w wyniku kolejnych zmian własnościowych i architektonicznych. Pierwotnie pałac powstał na wschodniej połowie bloku, wznosił się – najprawdopodobniej – na czterech średniowiecznych parcelach: dwóch frontowych, od strony ul. Wodnej, położonych prostopadle (wąską stroną) do tej ulicy oraz dwóch tylnych, o dłuższych bokach równoległych względem ul. Wodnej.

## Historia

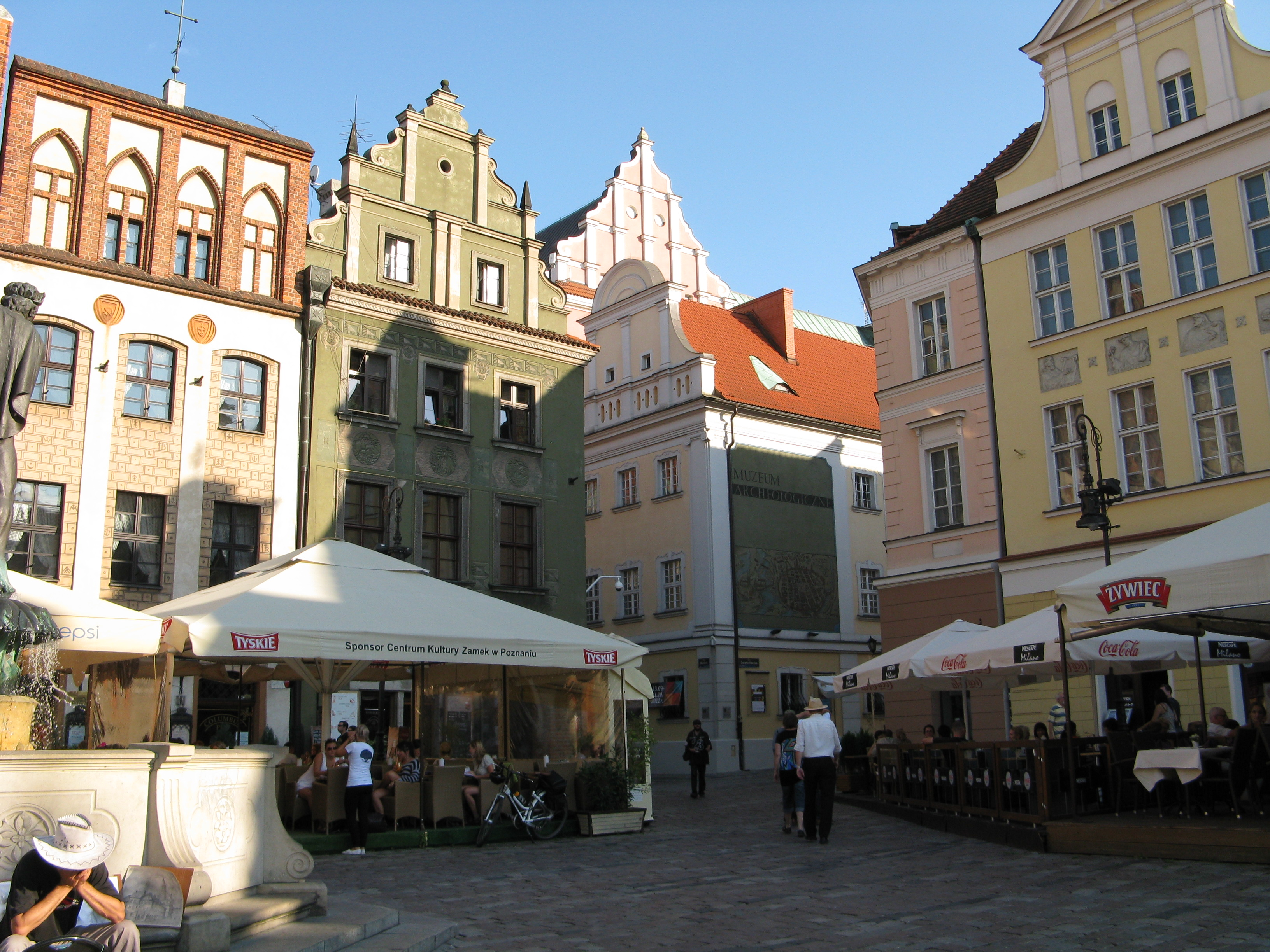
Widok na pałac ze Starego Rynku

Przebudowę kamienic na pałac zrealizował ostatecznie Andrzej II Górka po śmierci ojca, chociaż wydaje się, że inicjatywa wyszła od Łukasza II. Myśl o przebudowie dojrzała zapewne około 1535 r., w szczytowym momencie kariery rodu Górków, gdy Łukasz i Andrzej objęli urzędy wojewody poznańskiego i starosty generalnego wielkopolskiego. Dwie frontowe kamienice Łukasz II Górka odziedziczył w 1509 r. po swoim teściu, Andrzeju z Szamotuł – utworzyły one północne skrzydło pałacu. Kamienica tylna, dzisiejsze południowe skrzydło pałacu (od strony ul. Koziej), istniała już w 1536 r. W tym roku Łukasz II uzyskał od króla Zygmunta Starego nadanie dwóch pustych działek przy ul. Koziej i tym samym stał się również właścicielem tej kamienicy. Zabiegi o nadanie tych właśnie działek wskazują na chęć rozbudowy rezydencji przy ul. Wodnej. Warto też dodać, że skupienie w jednym ręku połowy kwatery staromiejskiej dawało dość dużą posiadłość w warunkach miasta otoczonego murami.
W wyniku przebudowy, której zasadnicza faza zamyka się w latach 1544/1545–1548/1549, powstała rezydencja na planie prostokąta o proporcjach 1:2. Wzdłuż krótszych boków prostokąta zlokalizowano budynki mieszkalne, każdy o jednotraktowym, dwuwnętrzowym układzie. Od wschodu – od strony ul. Klasztornej – połączyło je skrzydło bramne (zachował się renesansowy portal), a wewnątrz, na pustej przestrzeni pomiędzy nimi, założono kwadratowy arkadowy dziedziniec. 
Zaistniał zwarty pałac w stylu renesansowym. Posiadał on wiele niespotykanych rozwiązań architektonicznych takich jak ogród (taras z sadzawką) na dachu.

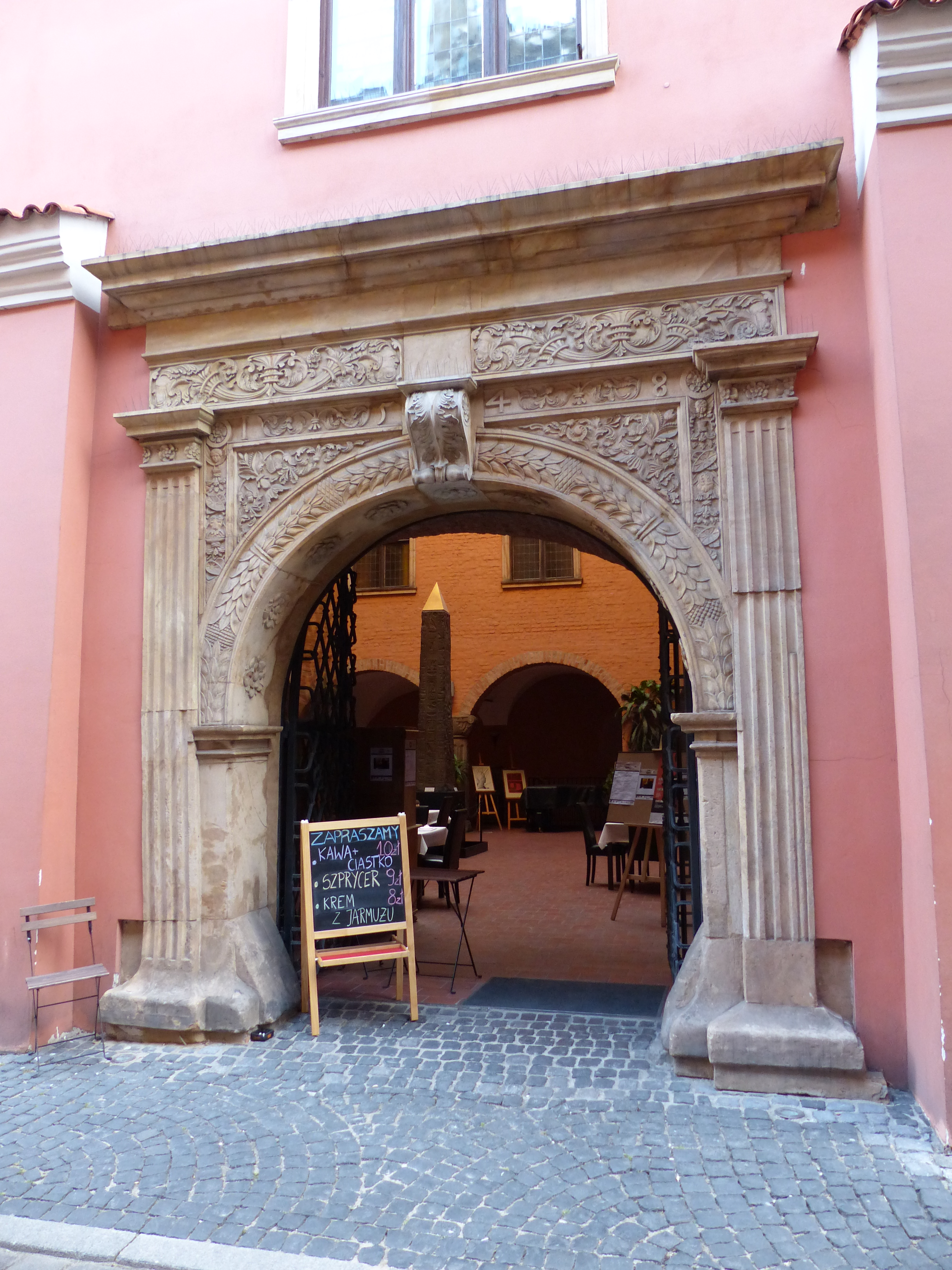
Renesansowy portal w Pałacu Górków – wejście na dziedziniec, w tle obelisk Ramzesa II

Andrzej II, jako luteranin użyczał sal pałacowych na nabożeństwa i synody swoim współwyznawcom oraz braciom czeskim (np. 1 listopada 1560 synod radził nad możliwościami połączenia luteranizmu z wyznaniem braci czeskich), jednak, gdy jedna z powodzi zalała nieomal wszystkie kościoły w Poznaniu udzielił również gościny katolikom, sprowadził ambonę i ławki, a ściany kazał obić kosztowną tkaniną (co było sprzeczne z ascetycznym luteranizmem, który sam wyznawał). W 1563 r. oficjalnie ukonstytuowała się polska parafia luterańska, a w 1564 r. parafia niemiecka. Po śmierci Stanisława, brata Andrzeja II, ostatniego z rodu, pałac przeszedł w ręce Wojciecha Czarnkowskiego (męża siostry Stanisława – Barbary), od którego w 1596 nabyła go Rada Miasta Poznania, która sprzedała go w 1605 benedyktynkom z Chełmna (zwanym potocznie pannami Chełmiankami), które po przebudowie zmieniły go na klasztor. Pałac pełnił tę funkcję do kasaty zakonu w 1828. Gmachy poklasztorne zostały wówczas przeznaczone na alumnat Gimnazjum św. Marii Magdaleny, a sześć lat później zostały przekazane fundacji szkolnej, założonej przez księżną Ludwikę z Hohenzollernów, żonę namiestnika Antoniego Radziwiłła. W latach 1834–1880 był siedzibą żeńskiej szkoły średniej – Szkoły Ludwiki, a następnie był wykorzystywany jako kamienica czynszowa. Liczne przebudowy zatarły jego charakter. Zamurowano krużganki, usunięto zewnętrzne ozdoby. W latach 1919–1931 w jego murach swoją siedzibę miała Spółka Przesławski i Cierniak, w której skład wchodziła: fabryka kartonaży, introligatornia, drukarnia oraz hurtownia materiałów introligatorskich. Po rozwiązaniu spółki, Józef Przesławski prowadził własny zakład introligatorski, który obejmował także fabrykę segregatorów i kartonaży oraz hurtownię materiałów introligatorskich. W 1945 pałac został poważnie uszkodzony. Odbudowa z lat 1960–1967 prowadzona była na podstawie litografii z 1833 i starych fotografii. Odsłonięto wówczas renesansowe arkady na dziedzińcu oraz dwa renesansowe portale. Obecnie znajduje się w nim Muzeum Archeologiczne, które posiada najbogatsze w Polsce zbiory dotyczące starożytnego Egiptu, będące depozytem z Muzeów Archeologicznych w Berlinie i Monachium. Jest wśród nich stojący na dziedzińcu obelisk Ramzesa II sprzed świątyni w Athribis. Unikatowy monolit po renowacji odzyskał piramidion wykonany z 23-karatowego złota. Inną stałą wystawą są „Pradzieje Wielkopolski”.

## Literatura
- T. Jakimowicz, Pałac Górków w Poznaniu, Wydawnictwo Miejskie, Poznań 1998, ISBN 83-87847-01-1.